# Edwin Graves
Edwin Darius Graves, Jr., ameriški veslač, * 10. julij 1897, † april 1986.
Graves je za ZDA nastopil na Poletnih olimpijskih igrah 1920 v Antwerpnu, kjer je v osmercem osvojil zlato medaljo.